# Nº 6

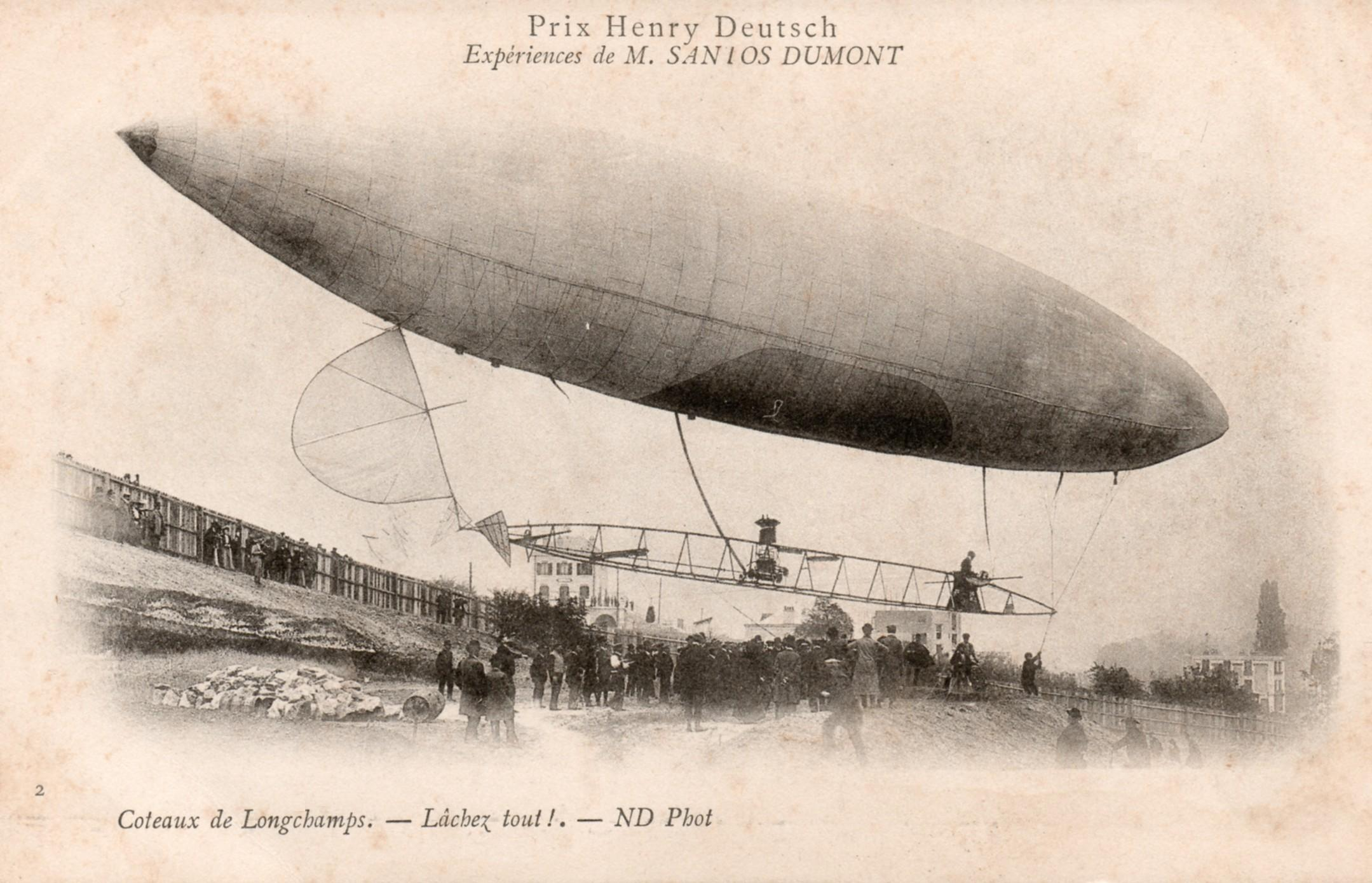

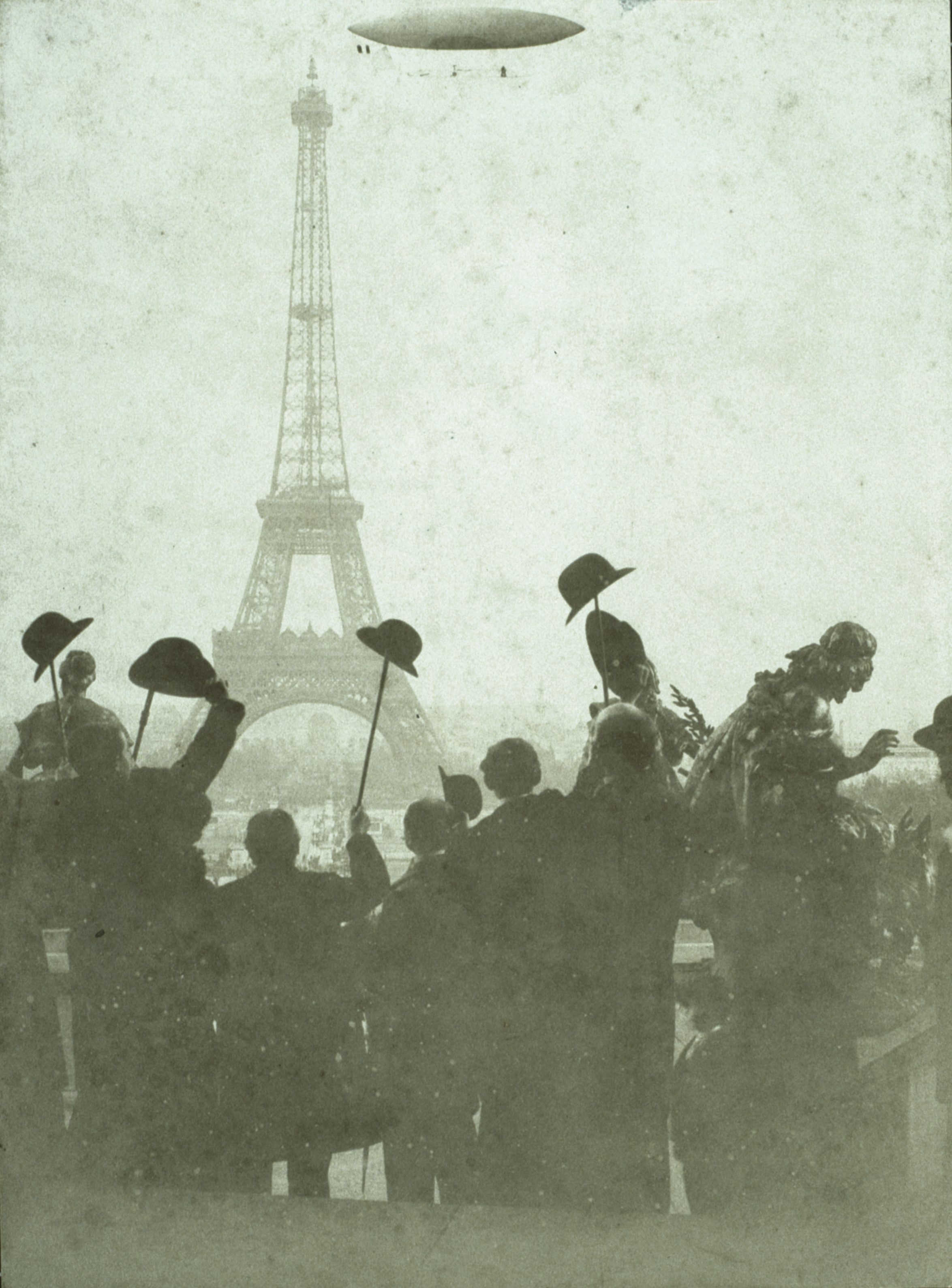
De bij de Eiffeltoren

De No 6 is een luchtschip gebouwd in 1901 door Alberto Santos-Dumont nadat zijn voorganger de No 5 op 8 augustus 1901 neergestort was.
De eerste vlucht was op 5 september 1901. Santos-Dumont won ermee op 19 oktober 1901 de Deutsch de la Meurthe-prijs van 100.000 franc door binnen 30 minuten heen en weer te vliegen van het Parc de Saint-Cloud in Saint-Cloud naar de Eiffeltoren (5,5 km).
Het luchtschip vloog daarna nog enkele malen tot het in 1902 onbruikbaar werd.
| Gasvolume: | 622 m³        |
| Lengte:    | 33 m          |
| Diameter:  | 6 m           |
| Gebruik:   | experimenteel |